# Världsmästerskapen i skridsko, allround för herrar

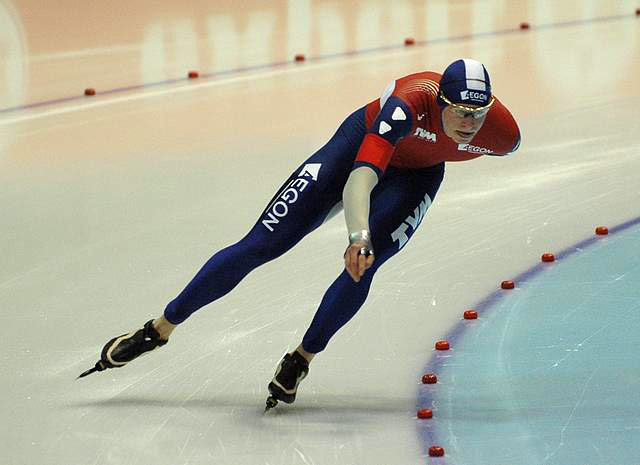
Sven Kramer, världsmästare 2007, 2008, 2009, 2010 och 2012

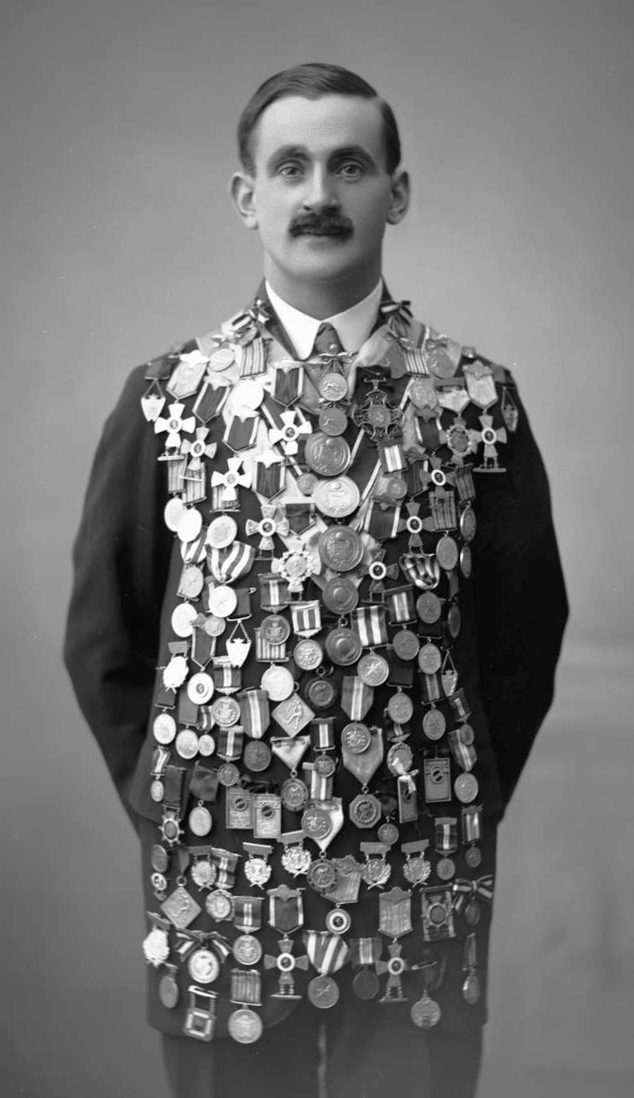
Oscar Mathisen, världsmästare 1908, 1909, 1912, 1913 och 1914

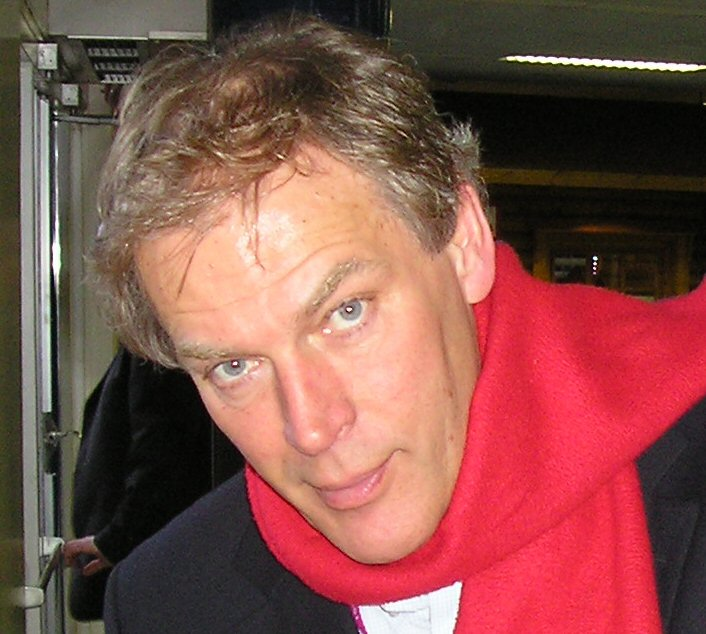
Ard Schenk, världsmästare 1970, 1971 och 1972

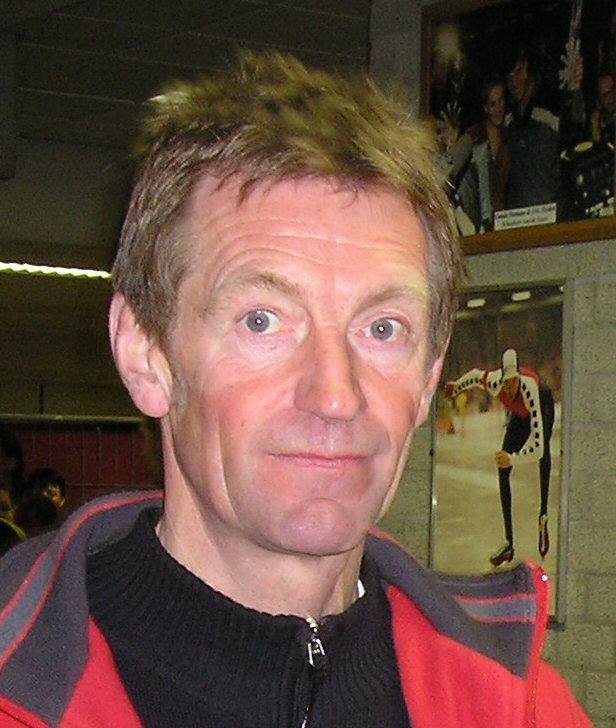
Piet Kleine, världsmästare 1976

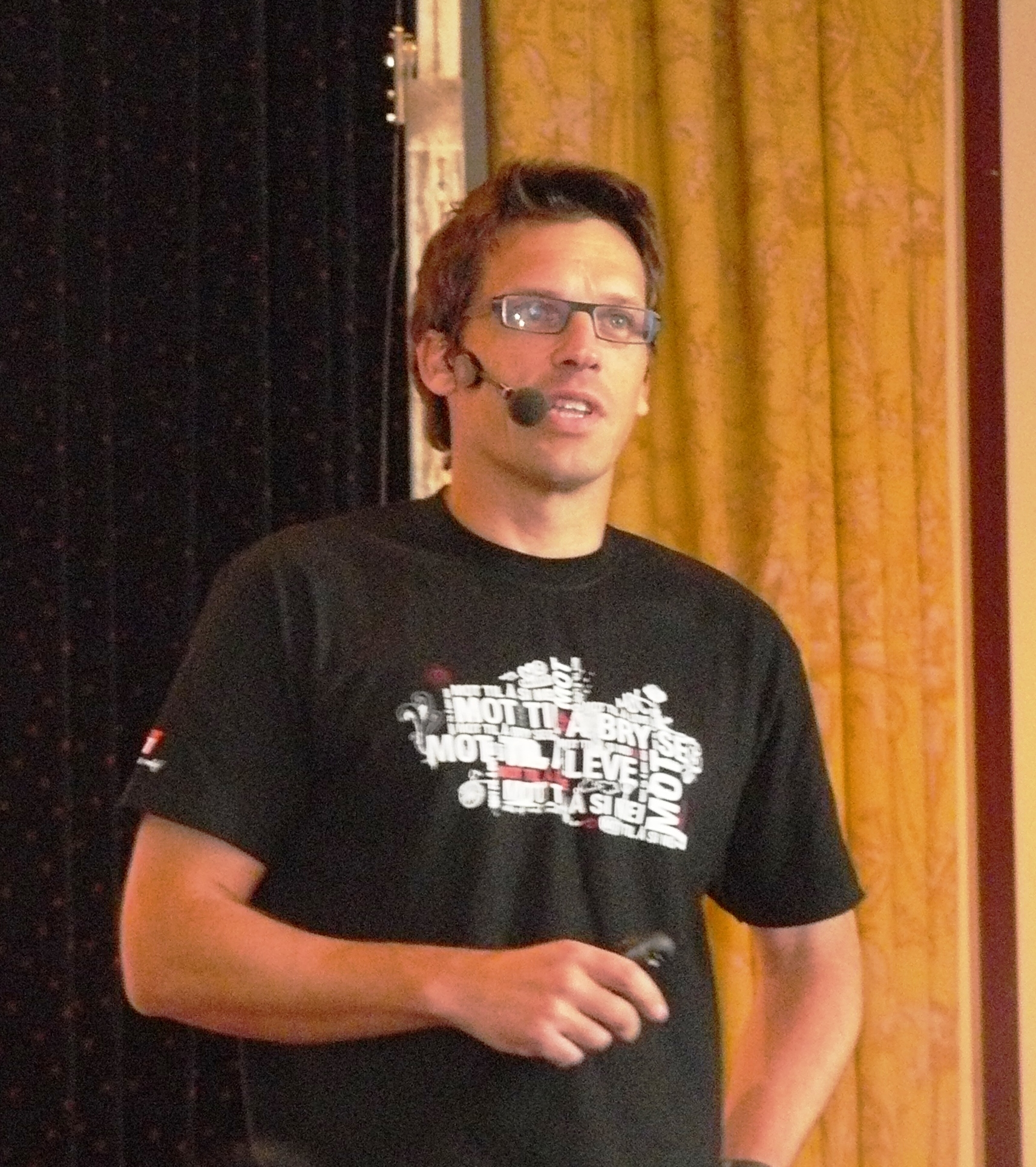
Johann Olav Koss, världsmästare 1990, 1991 och 1994

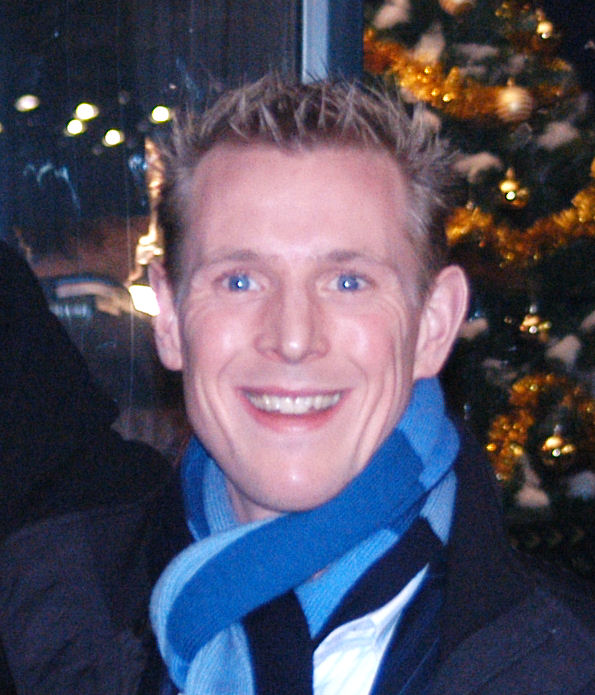
Jochem Uytdehaage, världsmästare 2002

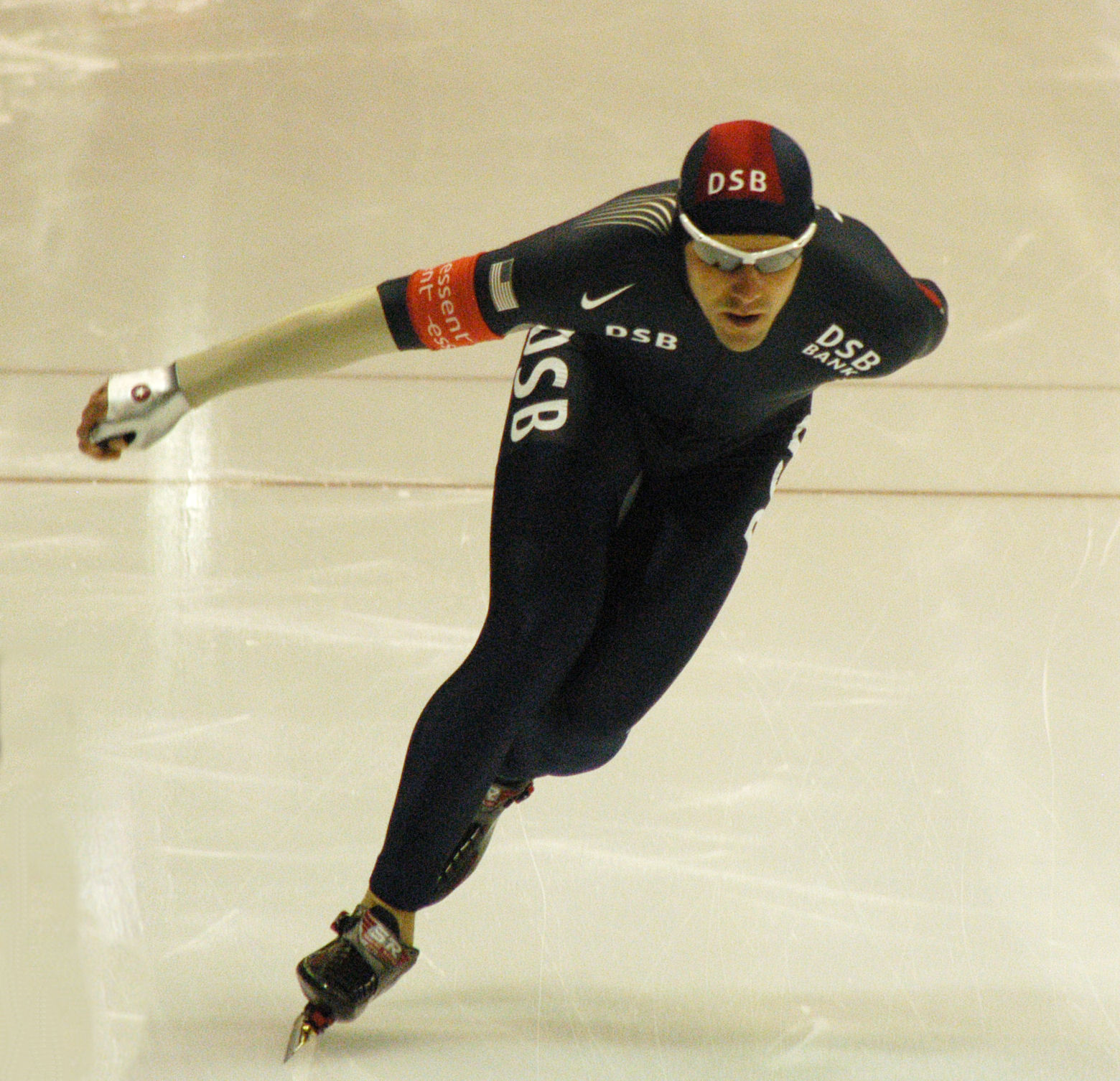
Chad Hedrick, världsmästare 2004

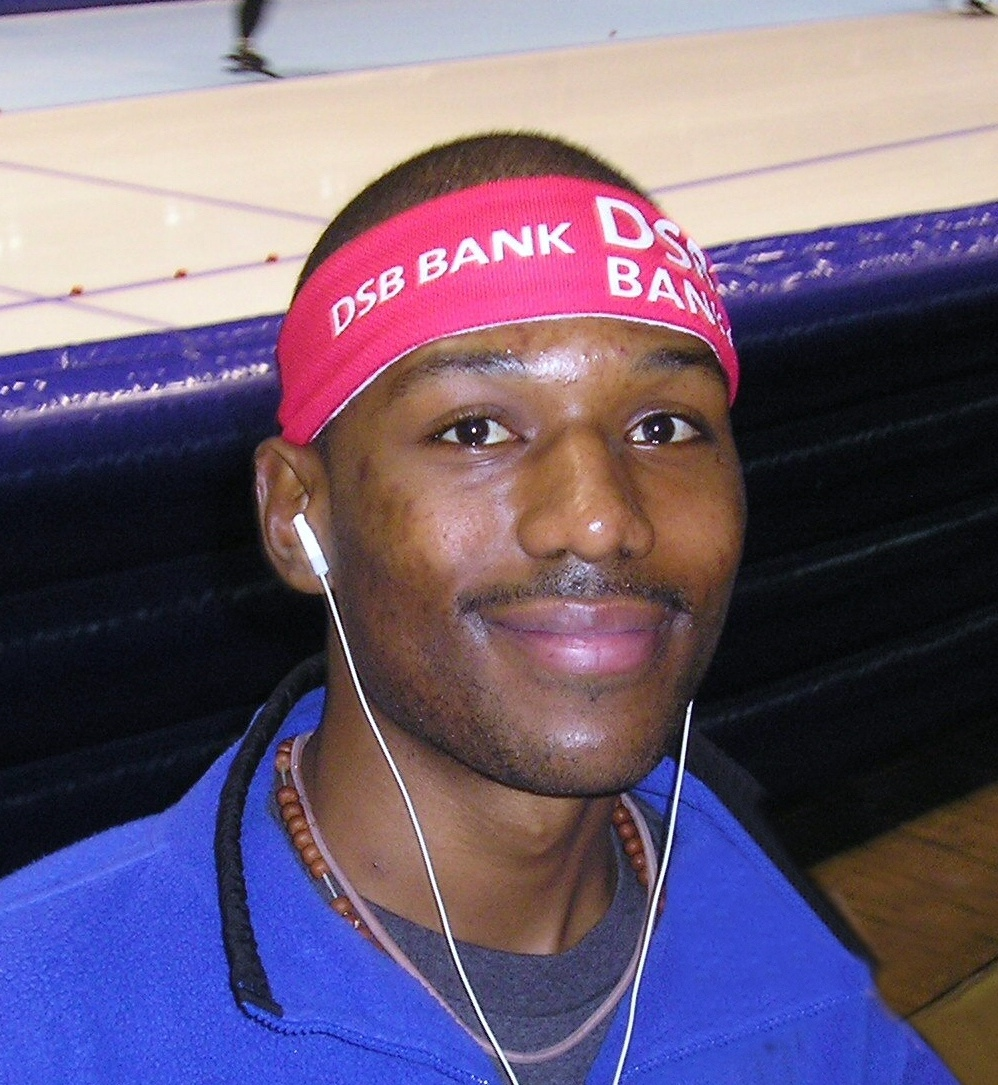
Shani Davis, världsmästare 2005 och 2006

Världsmästerskap på skridsko för herrar har arrangerats av Internationella skridskoförbundet (ISU)  sedan 1893. Från 1889 till 1892  arrangerades inofficiella mästerskap. I allroundmästerskapen koras den till världsmästare som får det bästa sammanlagda resultatet på sträckorna 500 m, 1500 m, 5000 m och 10000 m.
Från starten  1889 till och med 1908 måste man vinna tre distanser för att utses till världsmästare; andra- och tredjeplatser räknades icke. Det är orsaken till att vissa år blev ingen korad till världsmästare. Från och med 1909 började  man att använda platssiffor, och  1925 började ett poängsystem där poängen räknades ut genom en jämförelse med världsrekordet på den aktuella distansen.  Från och med 1928 används det nuvarande poängsystemet, där alla tider blir omräknade till 500 m-tid och summerade. Under alla år gällde fortfarande regeln att man blev världsmästare om man vann tre distanser, men den togs bort efter VM 1983, då Rolf Falk-Larssen blev mästare efter seger på tre distanser, trots  att svensken Tomas Gustafson hade lägre poäng efter fyra distanser.

## Lista
| År        | Plats                     | Guld                                       | Silver                                     | Brons                                      |                                          |
| --------- | ------------------------- | ------------------------------------------ | ------------------------------------------ | ------------------------------------------ | ---------------------------------------- |
| 1889      | Amsterdam                 | ingen                                      | ingen                                      | ingen                                      |                                          |
| 1890      | Amsterdam                 | ingen                                      | ingen                                      | ingen                                      |                                          |
| 1891      | Amsterdam                 | Joseph F. Donoghue                         | ingen                                      | ingen                                      |                                          |
| 1892      | Amsterdam                 | Inställt på grund av dåliga isförhållanden | Inställt på grund av dåliga isförhållanden | Inställt på grund av dåliga isförhållanden |                                          |
| 1893      | Amsterdam                 | Jaap Eden                                  | ingen                                      | ingen                                      |                                          |
| 1894      | Saltsjöbaden, Stockholm   | ingen                                      | ingen                                      | ingen                                      |                                          |
| 1895      | Hamar                     | Jaap Eden                                  | ingen                                      | ingen                                      |                                          |
| 1896      | Sankt Petersburg          | Jaap Eden                                  | ingen                                      | ingen                                      |                                          |
| 1897      | Montréal                  | Jack K. McCulloch                          | ingen                                      | ingen                                      |                                          |
| 1898      | Davos                     | Peder Østlund                              | ingen                                      | ingen                                      |                                          |
| 1899      | Berlin                    | Peder Østlund                              | ingen                                      | ingen                                      |                                          |
| 1900      | Kristiania (Oslo)         | Edvard Engelsaas                           | ingen                                      | ingen                                      |                                          |
| 1901      | Stockholm                 | Franz Frederik Wathén                      | ingen                                      | ingen                                      |                                          |
| 1902      | Norra hamnen, Helsingfors | ingen                                      | ingen                                      | ingen                                      |                                          |
| 1903      | St. Petersburg            | ingen                                      | ingen                                      | ingen                                      |                                          |
| 1904      | Kristiania                | Sigurd Mathisen                            | ingen                                      | ingen                                      |                                          |
| 1905      | Groningen                 | Coen de Koning                             | ingen                                      | ingen                                      |                                          |
| 1906      | Norra hamnen, Helsingfors | ingen                                      | ingen                                      | ingen                                      |                                          |
| 1907      | Trondhjem                 | ingen                                      | ingen                                      | ingen                                      |                                          |
| 1908      | Davos                     | Oscar Mathisen                             | Martin Sæterhaug                           | Moje Öholm                                 |                                          |
| 1909      | Kristiania                | Oscar Mathisen                             | Oluf Steen                                 | Otto Andersson                             |                                          |
| 1910      | Norra hamnen, Helsingfors | Nikolaj Strunnikov                         | Oscar Mathisen                             | Martin Sæterhaug                           |                                          |
| 1911      | Trondhjem                 | Nikolaj Strunnikov                         | Martin Sæterhaug                           | Henning Olsen                              |                                          |
| 1912      | Kristiania                | Oscar Mathisen                             | Gunnar Strömsten                           | Trygve Lundgreen                           |                                          |
| 1913      | Norra hamnen, Helsingfors | Oscar Mathisen                             | Vassilij Ippolitov                         | Nikita Najdjonov                           |                                          |
| 1914      | Kristiania                | Oscar Mathisen                             | Vassilij Ippolitov                         | Wäinö Wickström                            |                                          |
| 1915–1921 | 1915–1921                 | Inställt på grund av första världskriget   | Inställt på grund av första världskriget   | Inställt på grund av första världskriget   | Inställt på grund av första världskriget |
| 1922      | Kristiania                | Harald Strøm                               | Roald Larsen                               | Clas Thunberg                              |                                          |
| 1923      | Stockholm                 | Clas Thunberg                              | Harald Strøm                               | Jakov Melnikov                             |                                          |
| 1924      | Helsingfors               | Roald Larsen                               | Uuno Pietilä                               | Julius Skutnabb                            |                                          |
| 1925      | Oslo (Kristiania)         | Clas Thunberg                              | Uuno Pietilä                               | Roald Larsen                               |                                          |
| 1926      | Trondhjem                 | Ivar Ballangrud                            | Roald Larsen                               | Bernt Evensen                              |                                          |
| 1927      | Tammerfors                | Bernt Evensen                              | Clas Thunberg                              | Armand Carlsen                             |                                          |
| 1928      | Davos                     | Clas Thunberg                              | Ivar Ballangrud                            | Bernt Evensen                              |                                          |
| 1929      | Oslo                      | Clas Thunberg                              | Ivar Ballangrud                            | Michael Staksrud                           |                                          |
| 1930      | Oslo                      | Michael Staksrud                           | Ivar Ballangrud                            | Dolf van der Scheer                        |                                          |
| 1931      | Helsingfors               | Clas Thunberg                              | Bernt Evensen                              | Ivar Ballangrud                            |                                          |
| 1932      | Lake Placid               | Ivar Ballangrud                            | Michael Staksrud                           | Bernt Evensen                              |                                          |
| 1933      | Trondheim                 | Hans Engnestangen                          | Michael Staksrud                           | Ivar Ballangrud                            |                                          |
| 1934      | Helsingfors               | Bernt Evensen                              | Birger Wasenius                            | Ivar Ballangrud                            |                                          |
| 1935      | Oslo                      | Michael Staksrud                           | Ivar Ballangrud                            | Hans Engnestangen                          |                                          |
| 1936      | Davos                     | Ivar Ballangrud                            | Birger Wasenius                            | Eddie Schroeder                            |                                          |
| 1937      | Oslo                      | Michael Staksrud                           | Birger Wasenius                            | Max Stiepl                                 |                                          |
| 1938      | Davos                     | Ivar Ballangrud                            | Karl Wazulek                               | Charles Mathiesen                          |                                          |
| 1939      | Helsingfors               | Birger Wasenius                            | Alfons Berzins                             | Charles Mathiesen                          |                                          |
| 1940–1946 | 1940–1946                 | Inställt på grund av andra världskriget    | Inställt på grund av andra världskriget    | Inställt på grund av andra världskriget    | Inställt på grund av andra världskriget  |
| 1947      | Oslo                      | Lassi Parkkinen                            | Sverre Farstad                             | Åke Seyffarth                              |                                          |
| 1948      | Helsingfors               | Odd Lundberg                               | Johnny Werket                              | Henry Wahl                                 |                                          |
| 1949      | Oslo                      | Kornél Pajor                               | Kees Broekman                              | Odd Lundberg                               |                                          |
| 1950      | Tunavallen, Eskilstuna    | Hjalmar Andersen                           | Odd Lundberg                               | Johnny Werket                              |                                          |
| 1951      | Davos                     | Hjalmar Andersen                           | Johnny Cronshey                            | Kornél Pajor                               |                                          |
| 1952      | Hamar                     | Hjalmar Andersen                           | Lassi Parkkinen                            | Ivar Martinsen                             |                                          |
| 1953      | Helsingfors               | Oleg Gontjarenko                           | Boris Sjilkov                              | Wim van der Voort                          |                                          |
| 1954      | Sapporo                   | Boris Sjilkov                              | Oleg Gontjarenko                           | Jevgenij Grisjin                           |                                          |
| 1955      | Moskva                    | Sigge Ericsson                             | Oleg Gontjarenko                           | Boris Sjilkov                              |                                          |
| 1956      | Oslo                      | Oleg Gontjarenko                           | Robert Merkulov                            | Jevgenij Grisjin                           |                                          |
| 1957      | Östersund                 | Knut Johannesen                            | Boris Sjilkov                              | Boris Zybin                                |                                          |
| 1958      | Helsingfors               | Oleg Gontjarenko                           | Vladimir Sjilikovskij                      | Roald Aas                                  |                                          |
| 1959      | Oslo                      | Juhani Järvinen                            | Toivo Salonen                              | Robert Merkulov                            |                                          |
| 1960      | Davos                     | Boris Stenin                               | André Kouprianoff                          | Helmut Kuhnert                             |                                          |
| 1961      | Ullev, Göteborg           | Henk van der Grift                         | Viktor Kositjkin                           | Rudie Liebrechts                           |                                          |
| 1962      | Moskva                    | Viktor Kositjkin                           | Henk van der Grift                         | Ivar Nilsson                               |                                          |
| 1963      | Karuizawa                 | Jonny Nilsson                              | Knut Johannesen                            | Nils Aaness                                |                                          |
| 1964      | Helsingfors               | Knut Johannesen                            | Viktor Kositjkin                           | Rudie Liebrechts                           |                                          |
| 1965      | Oslo                      | Per Ivar Moe                               | Jouko Launonen                             | Ard Schenk                                 |                                          |
| 1966      | Ullevi,Göteborg           | Kees Verkerk                               | Ard Schenk                                 | Jonny Nilsson                              |                                          |
| 1967      | Oslo                      | Kees Verkerk                               | Ard Schenk                                 | Fred Anton Maier                           |                                          |
| 1968      | Ullevi, Göteborg          | Fred Anton Maier                           | Magne Thomassen                            | Ard Schenk                                 |                                          |
| 1969      | Deventer                  | Dag Fornæss                                | Göran Claeson                              | Kees Verkerk                               |                                          |
| 1970      | Oslo                      | Ard Schenk                                 | Magne Thomassen                            | Kees Verkerk                               |                                          |
| 1971      | Nya Ullevi, Göteborg      | Ard Schenk                                 | Göran Claeson                              | Kees Verkerk                               |                                          |
| 1972      | Oslo                      | Ard Schenk                                 | Roar Grønvold                              | Jan Bols                                   |                                          |
| 1973      | Deventer                  | Göran Claeson                              | Sten Stensen                               | Piet Kleine                                |                                          |
| 1974      | Inzell                    | Sten Stensen                               | Harm Kuipers                               | Göran Claeson                              |                                          |
| 1975      | Oslo                      | Harm Kuipers                               | Vladimir Ivanov                            | Jurij Kondakov                             |                                          |
| 1976      | Heerenveen                | Piet Kleine                                | Sten Stensen                               | Hans van Helden                            |                                          |
| 1977      | Heerenveen                | Eric Heiden                                | Jan Egil Storholt                          | Sten Stensen                               |                                          |
| 1978      | Ruddalens IP, Göteborg    | Eric Heiden                                | Jan Egil Storholt                          | Sergej Martjuk                             |                                          |
| 1979      | Oslo                      | Eric Heiden                                | Jan Egil Storholt                          | Kay Arne Stenshjemmet                      |                                          |
| 1980      | Heerenveen                | Hilbert van der Duim                       | Eric Heiden                                | Tom Erik Oxholm                            |                                          |
| 1981      | Oslo                      | Amund Sjøbrend                             | Kay Arne Stenshjemmet                      | Jan Egil Storholt                          |                                          |
| 1982      | Assen                     | Hilbert van der Duim                       | Dmitrij Botsjkarjov                        | Rolf Falk-Larssen                          |                                          |
| 1983      | Oslo                      | Rolf Falk-Larssen                          | Tomas Gustafson                            | Aleksandr Baranov                          |                                          |
| 1984      | Ruddalens IP, Göteborg    | Oleg Bozjev                                | Andreas Ehrig                              | Hilbert van der Duim                       |                                          |
| 1985      | Hamar                     | Hein Vergeer                               | Oleg Bozjev                                | Hilbert van der Duim                       |                                          |
| 1986      | Inzell                    | Hein Vergeer                               | Oleg Bozjev                                | Viktor Sjasjerin                           |                                          |
| 1987      | Heerenveen                | Nikolaj Guljajev                           | Oleg Bozjev                                | Michael Hadschieff                         |                                          |
| 1988      | Medeo                     | Eric Flaim                                 | Leo Visser                                 | Dave Silk                                  |                                          |
| 1989      | Oslo                      | Leo Visser                                 | Gerard Kemkers                             | Geir Karlstad                              |                                          |
| 1990      | Innsbruck                 | Johann Olav Koss                           | Ben van der Burg                           | Bart Veldkamp                              |                                          |
| 1991      | Heerenveen                | Johann Olav Koss                           | Roberto Sighel                             | Bart Veldkamp                              |                                          |
| 1992      | Calgary                   | Roberto Sighel                             | Falko Zandstra                             | Johann Olav Koss                           |                                          |
| 1993      | Hamar                     | Falko Zandstra                             | Johann Olav Koss                           | Rintje Ritsma                              |                                          |
| 1994      | Ruddalens IP, Göteborg    | Johann Olav Koss                           | Ids Postma                                 | Rintje Ritsma                              |                                          |
| 1995      | Wasilig-Pineid            | Rintje Ritsma                              | Keiji Shirahata                            | Roberto Sighel                             |                                          |
| 1996      | Inzell                    | Rintje Ritsma                              | Ids Postma                                 | Keiji Shirahata                            |                                          |
| 1997      | Nagano                    | Ids Postma                                 | Keiji Shirahata                            | Frank Dittrich                             |                                          |
| 1998      | Heerenveen                | Ids Postma                                 | Rintje Ritsma                              | Roberto Sighel                             |                                          |
| 1999      | Hamar                     | Rintje Ritsma                              | Vadim Sajutin                              | Eskil Ervik                                |                                          |
| 2000      | Milwaukee                 | Gianni Romme                               | Ids Postma                                 | Rintje Ritsma                              |                                          |
| 2001      | Budapest                  | Rintje Ritsma                              | Ids Postma                                 | Bart Veldkamp                              |                                          |
| 2002      | Heerenveen                | Jochem Uytdehaage                          | Dmitrij Sjepel                             | Derek Parra                                |                                          |
| 2003      | Ruddalens IP, Göteborg    | Gianni Romme                               | Rintje Ritsma                              | Ids Postma                                 |                                          |
| 2004      | Hamar                     | Chad Hedrick                               | Shani Davis                                | Carl Verheijen                             |                                          |
| 2005      | Moskva                    | Shani Davis                                | Chad Hedrick                               | Sven Kramer                                |                                          |
| 2006      | Calgary                   | Shani Davis                                | Enrico Fabris                              | Sven Kramer                                |                                          |
| 2007      | Heerenveen                | Sven Kramer                                | Enrico Fabris                              | Carl Verheijen                             |                                          |
| 2008      | Berlin                    | Sven Kramer                                | Håvard Bøkko                               | Shani Davis                                |                                          |
| 2009      | Hamar                     | Sven Kramer                                | Håvard Bøkko                               | Enrico Fabris                              |                                          |
| 2010      | Heerenveen                | Sven Kramer                                | Jonathan Kuck                              | Håvard Bøkko                               |                                          |
| 2011      | Calgary                   | Ivan Skobrev                               | Håvard Bøkko                               | Jan Blokhuijsen                            |                                          |
| 2012      | Moskva                    | Sven Kramer                                | Jan Blokhuijsen                            | Koen Verweij                               |                                          |
| 2013      | Hamar                     | Sven Kramer                                | Håvard Bøkko                               | Bart Swings                                |                                          |
| 2014      | Heerenveen                | Koen Verweij                               | Jan Blokhuijsen                            | Denis Yuskov                               |                                          |
| 2015      | Calgary                   | Sven Kramer                                | Denis Yuskov                               | Sverre Lunde Pedersen                      |                                          |
| 2016      | Berlin                    | Sven Kramer                                | Sverre Lunde Pedersen                      | Jan Blokhuijsen                            |                                          |
| 2017      | Hamar                     | Sven Kramer                                | Patrick Roest                              | Jan Blokhuijsen                            |                                          |
| 2018      | Amsterdam                 | Patrick Roest                              | Sverre Lunde Pedersen                      | Marcel Bosker                              |                                          |
| 2019      | Calgary                   | Patrick Roest                              | Sverre Lunde Pedersen                      | Sven Kramer                                |                                          |
| 2020      | Hamar                     | Patrick Roest                              | Sverre Lunde Pedersen                      | Seitaro Ichinohe                           |                                          |
| 2022      | Hamar                     | Nils van der Poel                          | Patrick Roest                              | Bart Swings                                |                                          |
| 2024      | Inzell                    | Jordan Stolz                               | Patrick Roest                              | Hallgeir Engebråten                        |                                          |